# Mas dels Arbres
El Mas dels Arbres és una masia de Roses (Alt Empordà) inclosa a l'Inventari del Patrimoni Arquitectònic de Catalunya.

## Descripció
Situat al planell anomenat pla de les Gates, que s'estén entre el puig Alt i el puig de l'Àliga. Prop del quilòmetre 8 de la carretera de Roses a Cadaqués, s'agafa la GI-620 que va a la base militar del Pení. Abans d'arribar-hi, cal agafar un trencall a mà dreta que porta al mas, situat al marge dret del rec dels Arbres, una de les torrenteres de la riera de la Trencada.
Mas format per diversos cossos adossats que conformen un conjunt edificat molt heterogeni. L'edifici principal es troba emplaçat a l'extrem sud del conjunt. Presenta la planta rectangular dividida en dues plantes, amb la teulada a dues vessants sobre les façanes de més llargada i ràfec bastit amb lloses de pissarra planes. Les obertures són majoritàriament rectangulars excepte la porta d'accés, bastida amb un arc de descàrrega de pedra disposada a sardinell. A l'interior, la planta baixa era destinada a estables i el pis a habitació. A la part de llevant s'adossa un petit cos sobresortint de planta quadrada, que conserva a la perfecció l'enllosat de pissarra de la coberta. Aquest forn es troba edificat damunt d'un mur de pedra que l'aïlla del subsòl i l'aixeca fins al nivell de la primera planta.
La resta de cossos s'adossen per la part oest a l'edifici principal, allargant-se en direcció nord. Probablement s'anaren afegint successivament i s'utilitzaren com estables i magatzems destinats als usos agrícoles de l'explotació. Es tracta de dos cossos grans de planta rectangular i un de més petit de planta quadrada, amb les cobertes a un vessant de teula a diferents nivells. Un dels cossos presenta un gran pilar de pedra a l'interior, que subjecta la coberta de l'habitacle. A la banda est del conjunt, entre el mas i la riera, hi ha un espai tancat amb una alta paret de pedra seca, a manera de pati allargat.
Majoritàriament, la construcció és, amb les corresponents diferenciacions segons els sectors de diferent cronologia, de rebles de pissarra lligats amb morter de calç. Actualment, alguns trams de la coberta del conjunt es troben enderrocats.
A uns vint metres al nord del conjunt hi ha un edifici aïllat, més modern que la resta, bastit amb pedres i maons i que degué servir de pallissa. En canvi, a la part de llevant del conjunt hi ha l'era i unes petites construccions de pedra seca, a manera de barraques.

## Història
Encara que la masia és datada al segle xvii, el primer document registrat que es disposa respecte al mas dels Arbres data del 1843, segons consta en el Capbreu de Roses, on s'esmenta que l'heretat està en domini directe del comte d'Empúries. Altrament, el primer propietari documentat data de l'any 1844: Silvestre Puig i Sarola. L'any 1871 es registra el primer amillarament on es recull el número de bestiar i les vessanes de terreny. El mas fou abandonat en la postguerra i fins fa poc servia per estabular vacades. El procés de degradació és molt acusat en tota l'edificació. Es conserven els alts arbres vora la riera que li donen el nom.
Cal esmentar que el pla de les Gates, on se situa el mas, ha sofert diferents vegades l'efecte del foc, darrerament els anys 1974, 1976, 1982, 1985, tot i que els terrenys de l'heretat solament van ser afectats l'any 1985, quan es cremà una hectàrea d'aquesta. Tots aquests focs han fet desaparèixer gairebé tots els arbres, perdent així la lògica del topònim de l'immoble.